# El Pinar de El Hierro
El Pinar de El Hierro (o, simplemente, El Pinar) es un municipio español perteneciente a la provincia de Santa Cruz de Tenerife (Canarias). Está situado en la vertiente sur de la isla de El Hierro, en una zona protegida en su mayor parte que exhibe un alto valor paisajístico, etnográfico y ambiental. La capital municipal es El Pinar, pueblo que se asienta sobre el paraje llamado Risco de los Herreños, a 27 kilómetros al sur de la capital insular, Valverde. Es el municipio más meridional de toda España, y el segundo más occidental, por detrás de La Frontera, también en la Isla de El Hierro. También es el municipio español más alejado de la capital nacional, Madrid, de la que dista 1916 kilómetros en línea recta.

## Toponimia

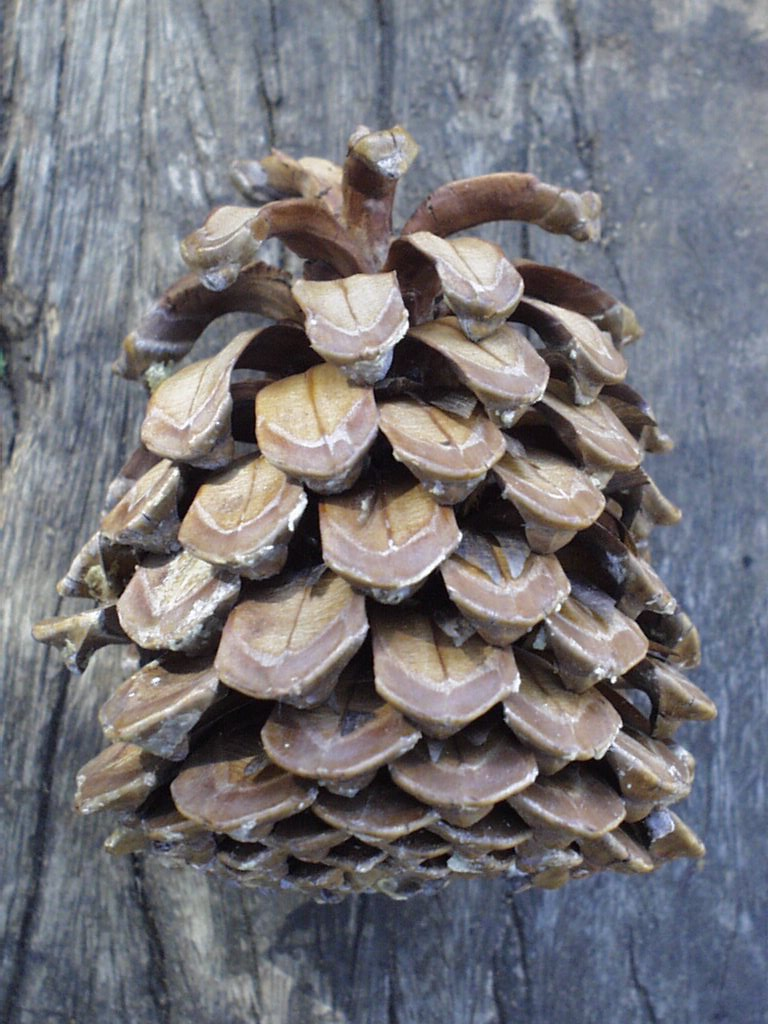
Piña de pino canario

Las poblaciones de Taibique y Las Casas, situadas en el límite sur de los grandes bosques de pino canario que ocupan gran parte del término municipal, reciben la denominación conjunta de El Pinar. Así, el nombre del municipio deviene de la riqueza forestal que puede encontrarse en esta zona de la isla y que durante siglos ha marcado la vida de sus vecinos.
La piña es el fruto que da el pino, y de ahí se deriva el gentilicio piñeros, por el que se conoce a los habitantes de El Pinar de El Hierro.

## Historia
Los bimbaches o bimbapes fueron los primeros pobladores de El Hierro, una tribu pacífica pero que gozaba de una compleja estructura social a pesar de vivir anclados en una cultura propia del Neolítico. Habitaban en cuevas naturales o en sencillas construcciones de piedra seca y se dedicaban a las labores agrícolas, al pastoreo y la pesca litoral. Los bimbaches dejaron para la historia numerosos petroglifos en escritura líbico-bereber repartidos por toda la isla que aún no han podido ser descifrados. Los más extensos y significativos son los conocidos como Letreros de El Julan. En la misma zona se han encontrado otros vestigios aborígenes como los restos de un antiguo lugar de reunión (tagoror), enterramientos en cuevas, cadáveres momificados, así como recipientes, útiles domésticos y otras herramientas.

### Historia reciente
La historia reciente del municipio de El Pinar es la de una reivindicación que arranca desde el año 1912 con la promulgación en las Islas Canarias de la Ley Constitutiva de los Cabildos Insulares, norma que determinaría la creación de una administración y gobierno propio para cada una de las islas y que a su vez debería coordinar, supervisar e impulsar la acción del conjunto de municipios en su demarcación. Sin embargo, por aquel entonces, El Hierro contaba con un único término municipal, Valverde, el cual abarcaba toda la isla, por lo que se hizo necesaria la creación de un segundo municipio para poder fundar el Cabildo de El Hierro.
Así, se decide fraccionar el territorio insular, reservando para Valverde la parte oriental de la isla, y dejando para el nuevo municipio la mitad occidental. De esa manera nace el vecino municipio de La Frontera, fijándose su capital en la localidad del mismo nombre. Según crónicas de la época, tal reparto de tierras no satisfizo a los habitantes del núcleo de El Pinar, los cuales se sintieron agraviados, pues consideraban que la determinación de los lindes municipales se había hecho sin tener en cuenta la idiosincrasia de su pueblo que, por aquel entonces, contaba con mayor número de habitantes y ya tenía establecidos los primeros servicios públicos de la zona, el cuartel de la Guardia Civil y, más tarde, un juzgado de paz que se emplazaría en el entonces barrio de Taibique. A todo ello además había que añadir la gran distancia (actualmente es de más de 25 kilómetros) que existía entre la capital municipal y El Pinar.

Municipios de El Hierro antes de la segregación

### Segregación
En julio de 2005, en plenos festejos con motivo de la LXVI edición de la Bajada de la Virgen de Los Reyes (patrona de la isla de El Hierro), se produjo un incidente que enfrentó a los vecinos de las localidades de El Golfo (Frontera) y El Pinar. Según la tradición ritual, la imagen de la virgen es sacada de su santuario en la Ermita de la Dehesa (Frontera) y trasladada en procesión, acompañada de danzarines, hasta la Iglesia de Nuestra Señora de la Concepción (Valverde). Durante este periplo, que llega a durar una semana, recorre los distintos pueblos de El Hierro y la imagen es cortejada y acompañada por el grupo local de danzarines que, al llegar a la raya o límite de su localidad, debe cedérsela a los danzarines del pueblo vecino, quienes continúan el ritual hasta la raya con el pueblo colindante.
De esta forma, los danzarines de El Golfo debían bailar durante su tramo tradicional entre las rayas que les correspondían, pero estos se negaron a hacerlo porque consideraban que, teniendo en cuenta el mayor número de habitantes, debería permitirles danzar durante más espacio entre rayas, en unas zonas en donde tradicionalmente baila El Pinar. Tras esta negativa de los habitantes de El Golfo, la idea de los piñeros de segregarse de Frontera cobra fuerza y un grupo de vecinos decide reunirse para acabar con lo que consideraban un agravio que ya duraba casi cien años. Así en el mes de agosto de 2005 se constituyó la comisión promotora y se celebraron las primeras reuniones públicas con la finalidad de tramitar el expediente y la demanda segregacional que, finalmente, tras definir el censo y recabar de los vecinos las firmas necesarias, fue presentada por la comisión ante el Ayuntamiento de La Frontera el 1 de junio de 2006. En octubre de ese mismo año, el ayuntamiento acuerda remitir el expediente al Cabildo Insular, en cuyo pleno de abril de 2007 se ratifica el acuerdo por mayoría absoluta.
Tras los trámites correspondientes, el Consejo Consultivo de Canarias, a instancia del Cabildo de El Hierro dictaminó favorablemente el expediente segregacional, devolviéndolo a la institución insular para su aprobación definitiva. La corporación del Cabildo, reunida en sesión plenaria extraordinaria el 8 de septiembre de 2007, aprobó por unanimidad la creación del nuevo municipio, con la denominación de El Pinar de El Hierro, que se segrega del Ayuntamiento de La Frontera y que sería el tercero de la isla y el que hace número 88 de Canarias.
El 15 de septiembre de 2007, a las 12:10 horas se constituyó formalmente el Ayuntamiento de El Pinar. Hasta la celebración de las elecciones municipales españolas de 2011 el ayuntamiento fue regido por Virgilio Fernández Fernández, presidente de una comisión gestora integrada por miembros de distintas fuerzas políticas. 

## Símbolos

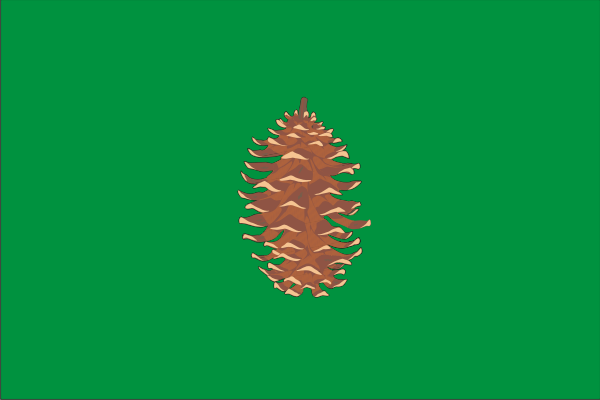
Bandera costumbrista

Debido a la reciente creación del municipio, El Pinar careció de bandera y escudo oficial propios. Sin embargo, durante los actos en apoyo de la segregación municipal, los vecinos usaban unas banderas de color verde con una piña de pino canario en su centro. En el programa de actos con motivo de la constitución del nuevo municipio, esta bandera recibió la denominación de bandera costumbrista de El Pinar, y fue izada en la fachada de la casa consistorial por primera vez el 15 de septiembre de 2007.
El 1 de junio de 2016, el ayuntamiento acordó, por mayoría absoluta, el expediente de aprobación de la Bandera y Escudo Heráldico del municipio de El Pinar, siendo confirmada por la Comisión de Heráldica de la Comunidad Autónoma de Canarias, el día 16 de noviembre de 2016.

### Escudo
|  |  |

Escudo medio partido y cortado. Primero, de sinople, una piña de pino canario al natural. Segundo, de oro, sumado de varios petroglifos de sable. Tercero, de azur, sobre ondas de platas y azur, cargadas de roca de sable, acostada de dos peces en oro, un faro de lo mismo perfilado de sable, despidiendo rayos de plata. Lleva bordura de plata.
El todo timbrado con una corona real cerrada formada por un círculo de oro engastado de piedras preciosas, sumado de ocho florones de hojas de acanto de oro (cinco vistos), interpoladas de perlas de cuyas hojas salen otras tantas diademas de oro, sumadas de perlas que convergen en un mundo al que se suma una cruz llana de oro, en razón del título del Rey Católico, y la corona forrada de gules.

### Bandera
Rectangular de proporción 2:3, y su paño de color sinople. En el centro llevará el escudo municipal que resulte aprobado.

## Administración y política
La Junta Electoral de Zona de Santa Cruz de Tenerife, atendiendo a los resultados registrados en las elecciones municipales españolas de 2007, las últimas celebradas en el momento de la constitución del municipio, y una vez aprobado por el Cabildo de El Hierro el expediente segregacional, acordó que fuesen designados nueve representantes de los partidos políticos más votados para formar una comisión gestora que deberá gobernar el Ayuntamiento de El Pinar de El Hierro hasta la celebración de las próximas elecciones en el año 2011.
De esta forma, los portavoces en el Cabildo de las formaciones políticas Coalición Canaria-Agrupación Herreña de Independientes (CC-AHI) y PSOE eligieron a los integrantes de la gestora, a los que siete de ellos designó la formación nacionalista canaria y los otros dos restantes el PSOE.
Posteriormente, el 15 de septiembre de 2007, en el acto de constitución del Ayuntamiento, los miembros de la comisión gestora eligieron a Virgilio Fernández Fernández como presidente de la citada comisión y regidor municipal, que hizo las funciones de alcalde hasta la formación de una nueva corporación en la forma establecida ordinariamente en las siguientes elecciones.
El 22 de mayo de 2011, tras las primeros comicios del municipio, salió elegido alcalde municipal el socialista Juan Miguel Padrón Brito, que prolongó en 2015 su mandato tras lograr mayoría absoluta en las elecciones de dicho año.
| Periodo   | Nombre                       | Partido | Partido                                  |
| --------- | ---------------------------- | ------- | ---------------------------------------- |
| 2007-2011 | Virgilio Fernández Fernández |         | Coalición Canaria (CC)                   |
| 2011-2023 | Juan Miguel Padrón Brito     |         | Partido Socialista Obrero Español (PSOE) |

| Partido político | Partido político                                              | 2011   | 2015   | 2019   | 2023   |
| Partido político | Partido político                                              | Ediles | Ediles | Ediles | Ediles |
|                  | Partido Socialista Obrero Español (PSOE)                      | 4      | 5      | 5      | 5      |
|                  | Agrupación Herreña Independiente (AHI)-Coalición Canaria (CC) | 3      | 3      | 2      | 1      |
|                  | Partido Popular (PP)                                          | 2      | 1      | 1      | 2      |
|                  | Iniciativa por El Hierro (IPH)-Izquierda Unida (IU)           | 0      | 0      | 0      | —      |
|                  | Nueva Canarias (NC)                                           | —      | —      | 1      | —      |
|                  | Asamblea Herreña (AH)                                         | —      | —      | —      | 1      |

## Geografía

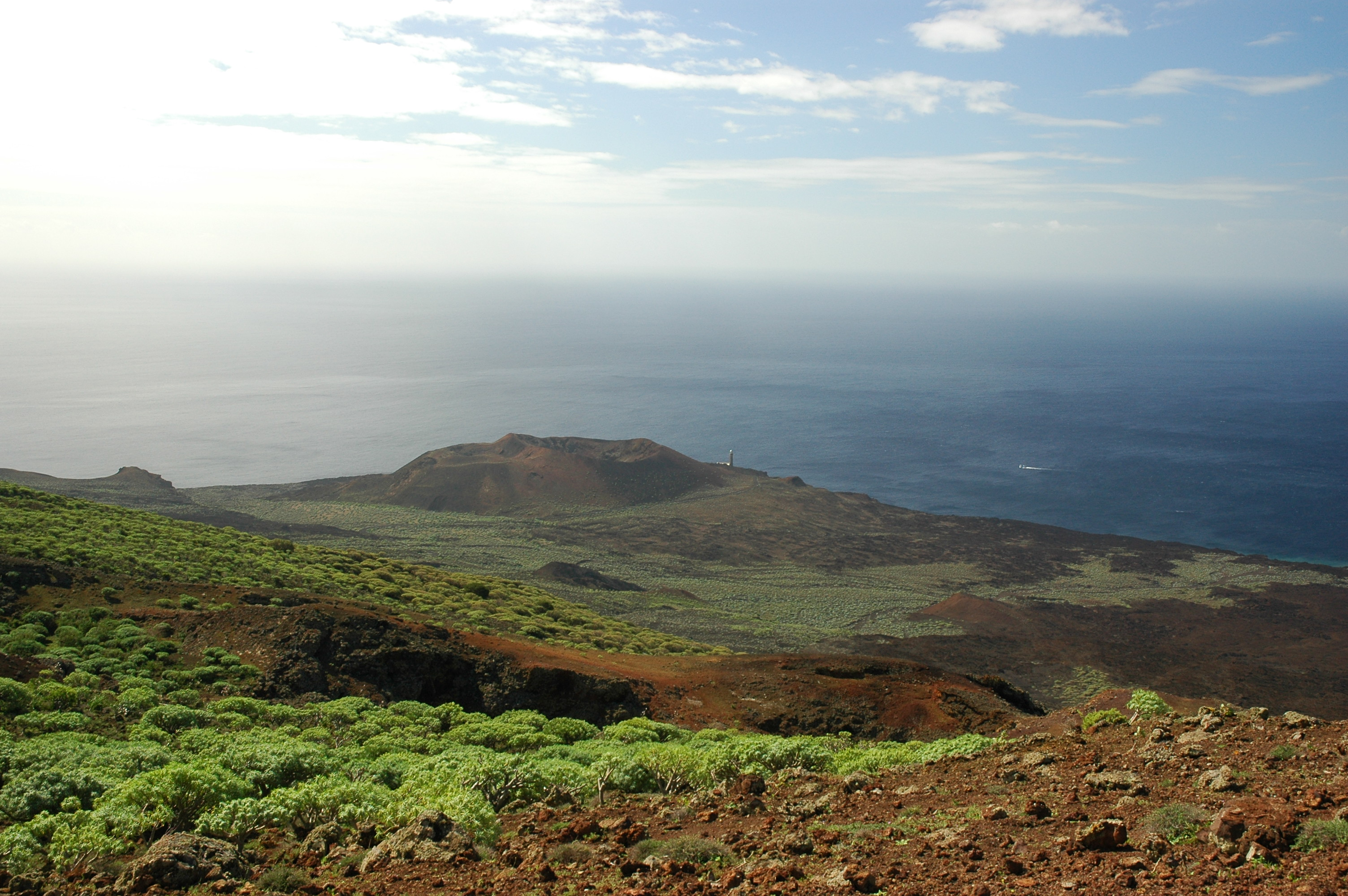
Punta de la Orchilla

El Pinar se ubica en la vertiente meridional de la isla de El Hierro y se abre hacia el Atlántico en un arco orientado al suroeste. Este arco forma un golfo protegido de los vientos dominantes por las estribaciones montañosas de El Julan y El Río, un área litoral conocida como Mar de las Calmas y sujeta a protección ambiental. Este golfo es de menor tamaño que el que se abre al otro lado de la dorsal en la que se encuentran las cumbres de la isla y que hace de frontera natural con el resto de la isla. 
El Julan es un sector que se corresponde con el extremo más occidental del término municipal. Fisiográficamente es una amplia y agreste rampa, con pendientes de hasta 45°, que desciende desde la cordillera central hasta el Mar de las Calmas, denominación que hace referencia al carácter pacífico de sus aguas que se encuentran al resguardo de los vientos alisios. Sobre la cumbre de El Julan, en la cordillera central, se emplaza un extenso bosque de pino canario, del que sobresalen montañas de cota superior a los 1000 metros, como la de Mercadel, Cruz de Los Reyes y Tanganasoga. Dado lo escarpado del terreno y lo escaso de su vegetación, el espacio cuenta con una limitada actividad de pastoreo de ganado caprino, que se desarrolla fundamentalmente en terrenos más cercanos a la costa. La zona se encuentra totalmente deshabitada, aunque en época prehispánica mantuvo una cierta población más o menos estable, como ha demostrado el hallazgo de un conjunto petroglifos, en la zona conocida como Los Letreros de El Julan, y otros restos arqueológicos.
En el sector oriental del municipio es donde se dan los principales asentamientos de población y también donde se concentran la mayoría de los servicios y recursos agrícolas y ganaderos. En la zona de medianías, en lo alto del escarpe de Las Playas, las localidades de Taibique y Las Casas conforman el núcleo de El Pinar, que es la capital municipal. Se encuentran al suroeste de un extenso pinar que crece en la cumbre central y desciende hasta las inmediaciones del pueblo, del cual el pueblo ha recibido su topónimo. El Pinar se extiende a los pies de la montaña de Tanajara, una excelente atalaya desde donde se divisa toda el área sureste del municipio.
En el sector más meridional del municipio encontramos dos sectores bien diferenciados, El Lajial y La Restinga. El primero de ellos es una espectacular formación de lava pahoehoe que se extiende desde una cota de 400 metros y desciende hacia la costa; se encuentra totalmente despoblado y de él solo se obtiene un aprovechamiento como pasto para el ganado caprino y para un escaso cultivo de higueras que se dan especialmente en la Hoya de Tacorón. Por su parte, La Restinga es un núcleo pesquero asentado sobre una restinga o brazo costero pseudoarenoso que con el paso del tiempo ha ido adquiriendo una cierta pujanza poblacional. Tiene un puerto con una notable actividad pesquera en torno a la cual ha surgido el pueblo de La Restinga.

### Relieve
El relieve de El Pinar es abrupto alcanzando cotas de altitud de 0 a 1.500 metros en laderas con pendientes de hasta 45 grados. Tal es así que la cadena montañosa que la separa por el norte del resto de la isla es un desnivel constante hacia el mar en la zona conocida como El Julan, provocando con ello el escaso poblamiento de este sector. Por el este, la localidad de Las Casas cuelga del Risco de Los Herreños lo que proporciona una visión de la bahía de Las Playas. El municipio se eleva desde la zona de costa en la localidad de La Restinga hasta la zona de cumbres de la cordillera central, donde se da la mayor elevación de la isla, el Pico de Malpaso (1.500 m), y otras cotas importantes dentro de su término municipal como Tenerista (1.417 m), Mercader (1.252 m), Montaña de la Casilla (1.106 m), Montaña de Julan (1.040 m) o El Tomillar (990 m).

### Hidrografía
El municipio está jalonado de varios barrancos pero debido al relieve poco evolucionado que presenta, estos no llegan a tener una cuenca muy pronunciada por lo que el aprovechamiento hídrico es escaso. 

### Límites geográficos
El Pinar de El Hierro limita al norte y noroeste con el municipio de Frontera y al noreste con el de Valverde. 
El término municipal está delimitado por el siguiente perímetro: partiendo del deslinde entre el municipio de La Frontera y Valverde al este del Monumento al Campesino, se continúa de este a oeste hasta la esquina orientada al este de la base triangular del Monumento del Campesino, continuando hacia el oeste por la cresta del talud de la cumbre de la isla, hasta llegar al centro geométrico del depósito rectangular enterrado allí existente. Desde este punto se continúa hasta el Pico de Malpaso para seguir por la cresta del talud, hasta llegar al lugar conocido como Piedra de Binto/Montaña El Tomillar. A partir de aquí se abandona la cumbre de la isla para dirigirse, descendiendo en dirección suroeste-oeste hasta la Piedra de Binto, vértice geodésico Montaña El Tomillar, y la Montaña Teje, pico dominante en la zona. Desde ahí la linde continua en descenso hasta la cima de la Montaña Quemada continuando en dirección suroeste-oeste, disminuyendo la cota, hasta el centro geométrico del Monumento al Meridiano, prologándose en la misma alineación que el anterior hasta la línea de costa.
| Noroeste: Frontera      | Norte: Frontera       | Noreste: Valverde      |
| Oeste: Océano Atlántico | El Pinar de El Hierro | Este: Océano Atlántico |
|                         | Sur: Océano Atlántico |                        |

### Clima

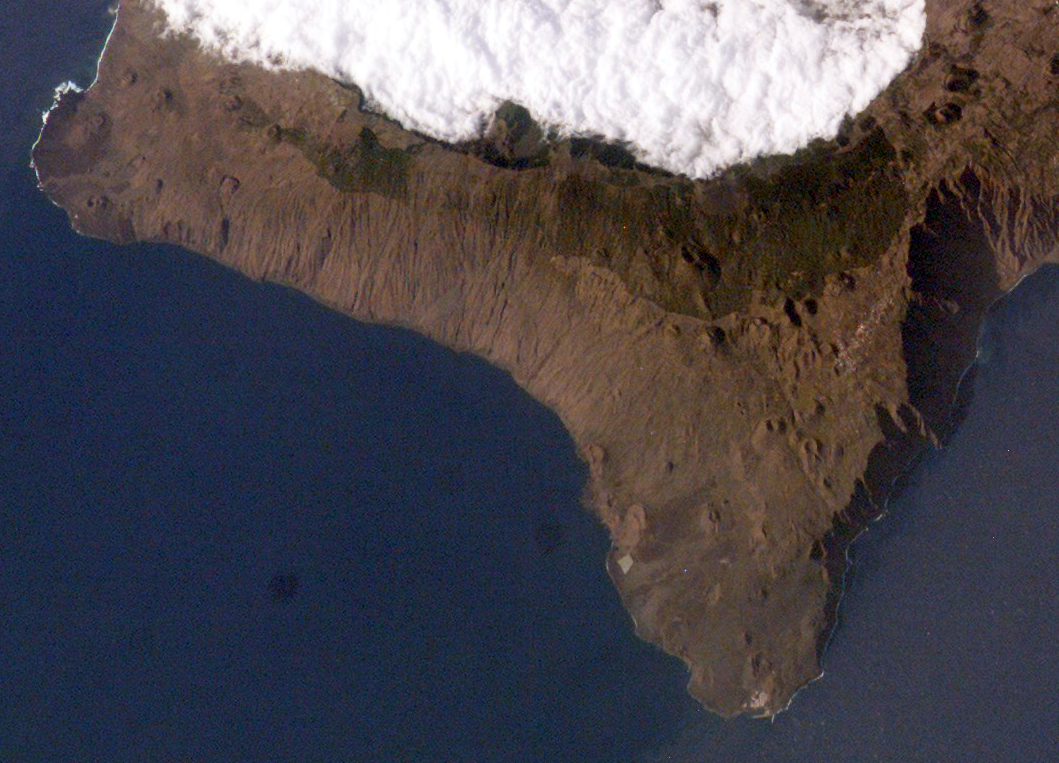
Vista satelital de El Pinar. Al norte, la cordillera central detiene las nubes arrastradas por los alisios

Debido a su orientación, en la parte sur del municipio el clima no presenta grandes contrastes. Sin embargo, en la zona cumbrera, la diferencia de temperatura existente entre el día y la noche hace recomendable algo de abrigo. En las zonas de medianías abiertas al este el clima es algo más húmedo, debido a la influencia de los vientos alisios. No obstante, en la zona de El Julan y Mar de Las Calmas, la cordillera central hace de barrera natural contra el paso de los alisios, lo que provoca un clima más seco y árido en su vertiente sur. 
Entre los meses de noviembre y marzo suele llegar la época de lluvias con precipitaciones que no suelen llegar a ser torrenciales. Los vientos alisios también aportan un elevado grado de humedad en forma de lluvia horizontal, por condensación de las nubes en las laderas. En torno a este efecto, surgió la leyenda del Garoé, árbol sagrado de la isla venerado por los bimbaches. Sus hojas destilaban el agua que goteaba de tal forma que era posible recogerla en una cavidad (alberca) que rodeaba al árbol.
La temperatura media de las aguas del mar oscila entre los 19 °C en enero y los 23 °C que pueden alcanzarse en el mes de septiembre.

### Flora y fauna
Los pinares empiezan a aparecer a partir de los 900 metros de altitud conforme nos acercamos a la cumbre, en la que el Pico de Malpaso, atalaya privilegiada del mar de nubes que se forma en medianías, y altura máxima del municipio, lo es también de la isla con sus 1501 metros.

### Barrios y pagos
El Pinar (casco)Es la entidad de población que comprende los pagos de Las Casas y Taibique, dos poblaciones bien diferenciadas que distan entre sí más de un kilómetro. Acoge a la gran mayoría de la población del municipio (1256 habitantes censados) por ser la capital municipal y donde se concentran los servicios esenciales.
TaibiqueDista 1 kilómetro de la capital municipal y cuenta con 876 vecinos. Es un asentamiento eminentemente rural.
La RestingaSe trata del asentamiento poblacional más reciente de cuantos cuenta el municipio, pero ya va alcanzando en número de habitantes al pueblo (535 habitantes en 2006), que es como los lugareños se refieren al casco de El Pinar, superándolo en algunos momentos en población de hecho debido a la población foránea que acoge. La Restinga se ha constituido en un tranquilo enclave turístico para quienes vienen buscando la tranquilidad y el descanso sosegado. Es un pueblo que mira al mar, que vive del mar, y que tiene garantizado el sol durante prácticamente todo el año por estar fuera de la influencia de los húmedos vientos alisios. Cuenta en su costa con numerosas calas en las que se han formado pequeñas playas de arena volcánica y una rada en la que se emplaza el puerto pesquero.
Las CasasEs un núcleo de población perteneciente al pago de El Pinar situado a escasamente un kilómetro de distancia del mismo. Es un poblado viejo y tradicional en el que todavía pueden encontrarse interesantes muestras de arquitectura doméstica tradicional y algunas infraestructuras comunitarias, como la gran barqueta o charco que los primeros moradores hicieron para recoger el agua que bajaba por el Barranco de los Vecinos. En este barranco y en sus alrededores, pueden encontrarse una serie de cuevas sin acondicionar que sirvieron como vivienda hasta hace unas décadas. Hasta el año 2006, el número de vecinos ascendía a 380, cantidad que ha venido experimentando un ligero crecimiento en los últimos años.

## Demografía
El Pinar de El Hierro cuenta con una población de 2010 habitantes (INE 2024).
| Gráfica de evolución demográfica de El Pinar de El Hierro entre 2008 y 2023 |
|                                                                             |
| Población a 1 de enero según el padrón municipal del INE                    |

Según datos del ISTAC, en 2006 la población del lugar El Pinar era de 1828 habitantes. de ellos, 876 vecinos de Taibique, 380 de Las Casas, 535 de La Restinga y el resto diseminado dentro de la entidad singular. Sin embargo el censo de población, correspondiente a la zona sur del municipio, facilitado por el Ayuntamiento de La Frontera a la comisión promotora para la segregación y constitución del municipio de El Pinar, le otorga 1910 vecinos, cantidad que es la que se da por oficial hasta la próxima actualización del censo por parte del Instituto Nacional de Estadística.

## Economía
La economía del municipio se ha centrado tradicionalmente en el sector primario. La ganadería y el pastoreo son las principales actividades económicas de El Pinar, que cuenta con el mayor número de cabezas de ganado caprino y ovino de toda la isla.
La agricultura, con cultivos de medianías y de frutales (higueras y almendros, principalmente), es otra de las actividades tradicionales de El Pinar, fuertemente influenciadas por la proximidad al frondoso monte de pino canario, que se extiende desde la capital hasta las laderas de El Julan.

## Cultura
El Pinar ha conservado fielmente las tradiciones herreñas y su cultura popular. Una buena muestra de ello son las manifestaciones de folclore canario de carácter popular y la laboriosidad de los artesanos piñeros.

### Patrimonio
Punta de la Orchilla

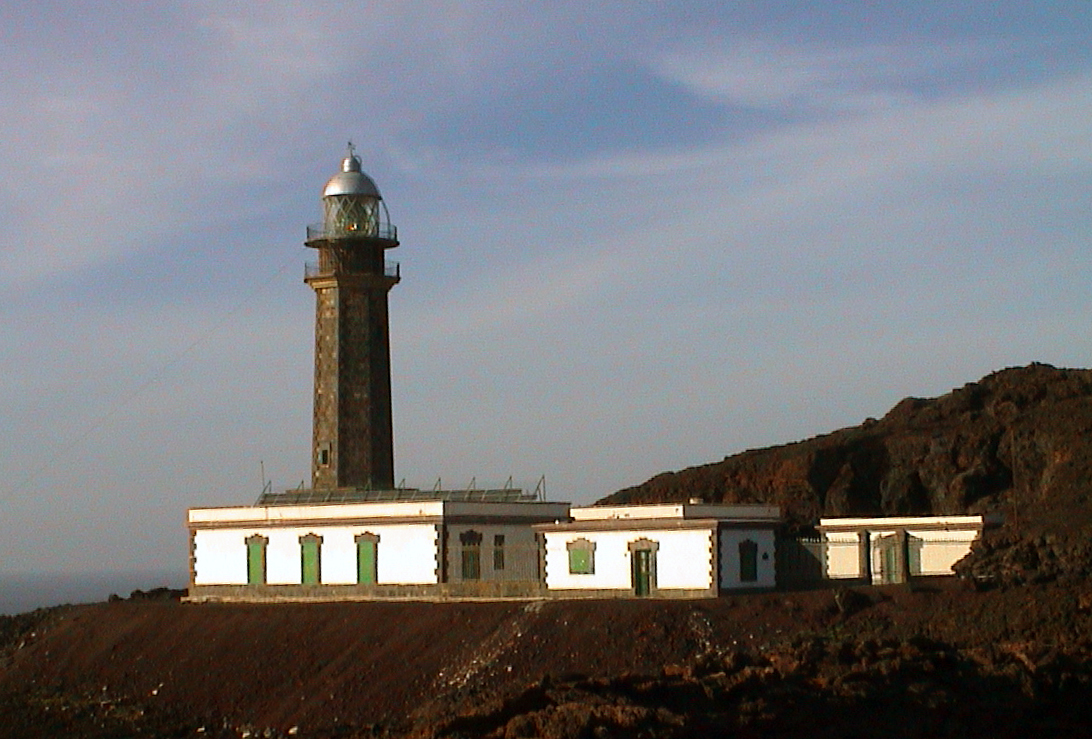
El Faro de Orchilla marca el límite más occidental de El Pinar

Se trata del punto más occidental de España y hasta 1492 se creía que éste era el final del mundo conocido. Ya desde el siglo XVI la Orchilla figuraba en los mapas por ser punto de referencia para trazar el meridiano cero. El faro fue levantado sobre de la línea imaginaria que representaba dicho meridiano. Pero la magia del lugar acabó cuando a partir del siglo XIX se generalizó el uso del meridiano de Greenwich como nueva referencia cartográfica. 
La Restinga

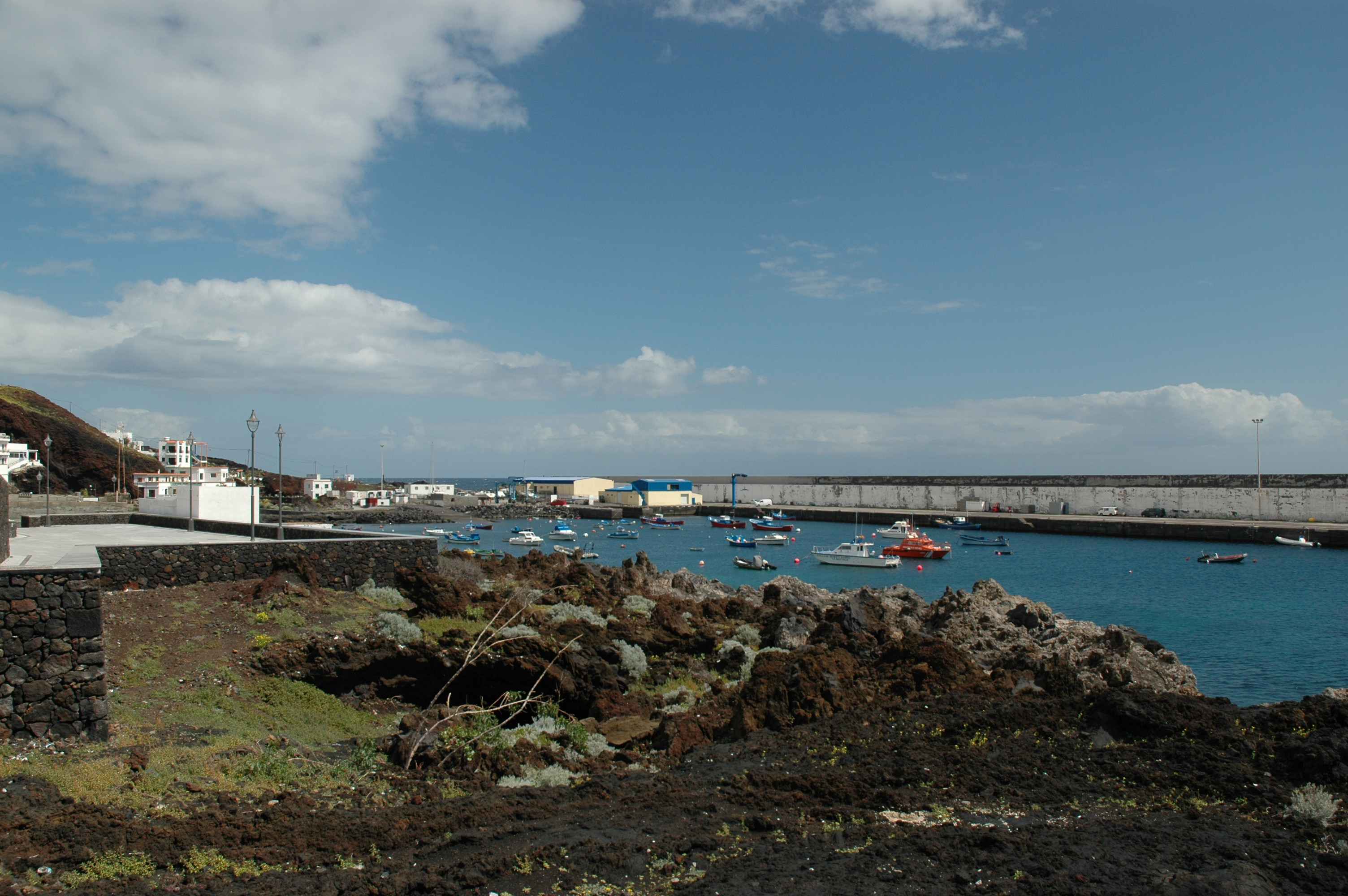
Puerto de La Restinga

Es el punto más meridional de España. Puerto pesquero y pequeño núcleo de pescadores, con diminutas playas de arena negra, que en los últimos años ha venido experimentando un cierto crecimiento, motivado por emplazarse en sus inmediaciones numerosos alojamientos turísticos. La claridad de sus aguas y la espectacularidad de sus fondos hacen del litoral de La Restinga un lugar privilegiado para la práctica del submarinismo y así, desde el año 1995 ha venido acogiendo nuevas ediciones del Open Fotosub, competición de fotografía submarina que atrae a numerosos aficionados año tras año.
El Julan
Es un territorio prácticamente deshabitado ubicado en la mitad centro oeste del municipio. El terreno es escarpado, en pendientes de hasta 45 ° que desciende desde los 1400 metros de La Cumbre hasta unos 100 m s. n. m. Desde aquí se suceden varios acantilados que se desploman sobre el océano. En esta zona se encuentran Los Letreros de El Julan un conjunto de petroglifos que se remontan a la época de los bimbaches. En el área más meridional de El Julan, el sol quema los riscos y la escasa vegetación que no es pasto de los rebaños de cabras del lugar. En la zona occidental se encontraba un frondoso bosque de sabinas costeras (Juniperus turbinata ssp. canariensis) del que hoy solo perviven algunos ejemplares doblegados por el fuerte viento, en la zona de El Sabinar, en el vecino municipio de La Frontera.
Mirador de Las Playas

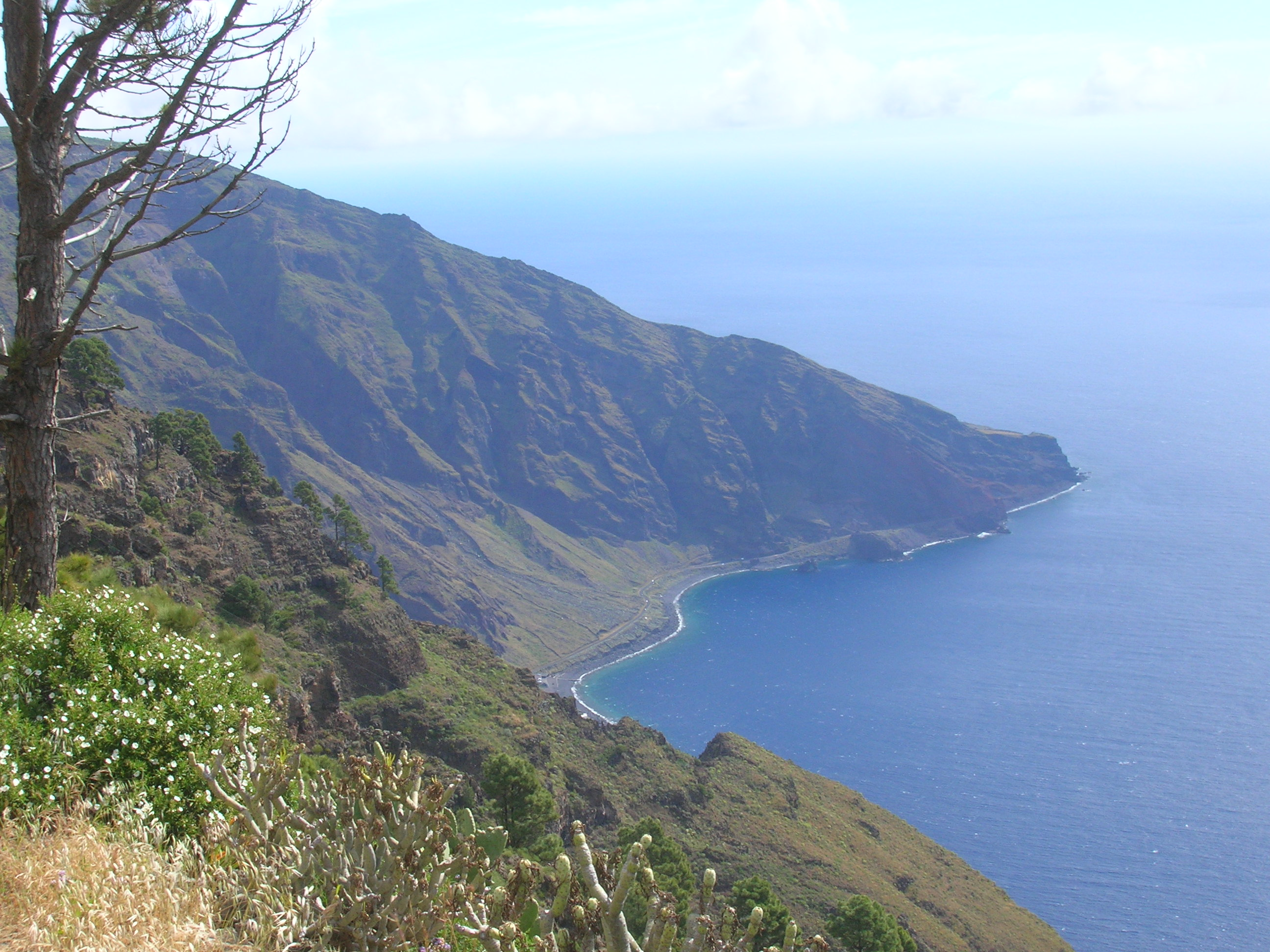
Vista desde el Mirador de Las Playas

Desde aquí puede obtenerse una buena vista de la bahía de Las Playas, donde se encuentra el Parador de El Hierro y el Roque de la Bonanza que, sin embargo, forman parte del vecino municipio de Valverde. El Roque de La Bonanza, motivo habitual en las fotografías promocionales de la isla, es una formación rocosa sumergida que se alza verticalmente unos doscientos metros sobre la plataforma costera y sobresale a nivel del mar, adquiriendo una forma característica visible desde toda la bahía; y el Parador Nacional de Turismo es un hotel de cuatro estrellas con un ambiente muy cuidado y confortable.
Mirador de Tanajara
Emplazado en lo alto de la montaña de Tanajara, ofrece una vista de toda la capital y de gran parte del sur de la isla. Es un punto de encuentro, de reunión y esparcimiento casi obligatorio para los habitantes del pueblo de El Pinar.
Hoya del Morcillo
Es una zona recreativa rodeada por un frondoso bosque de pino canario que es frecuentada por visitantes y gentes de toda la isla que desean pasar una jornada de esparcimiento en plena naturaleza. Está acondicionada con fuentes, barbacoas, mesas, áreas deportivas y de juegos infantiles y una zona de acampada.
Tacorón

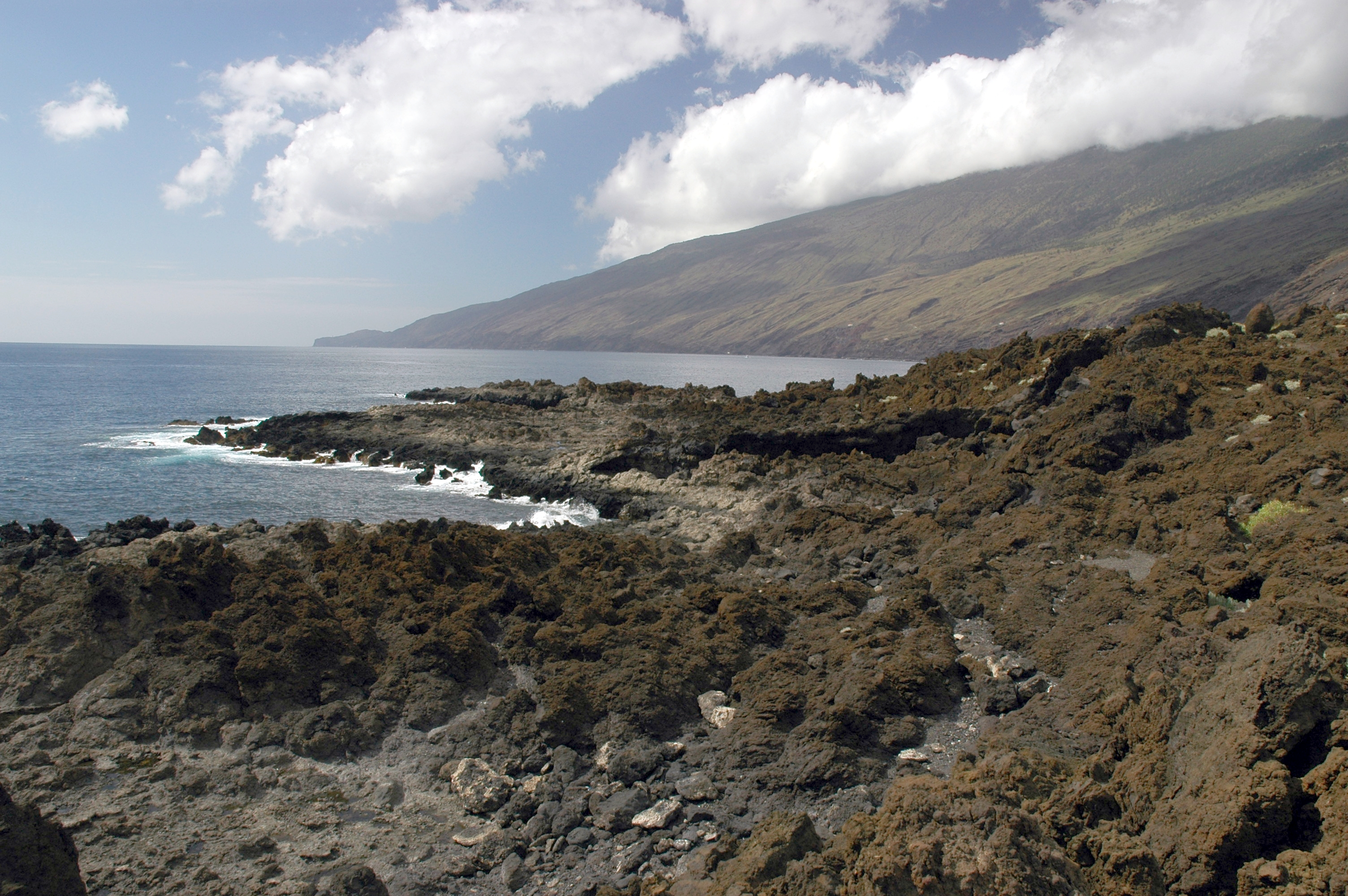
Cala de Tacorón

La Cala de Tacorón ubicada en el Mar de las Calmas cuenta con varios fogones, lugares para tomar el sol, y un pequeño kiosko donde comer algo. Cerca de allí se encuentra la Cueva del Diablo, apacible lugar para disfrutar de un momento tranquilo en la costa, al que es más fácil acceder durante la bajamar.
Los Lajiales
Extensa área de unos 7 km² en las inmediaciones de La Restinga, en la que se halla un campo de lavas encordadas y fluidas en su origen (del tipo pahoehoe), que emanaron de los conos volcánicos presentes en la zona y fueron discurriendo hacia la costa, en donde ganaron algunos metros al mar. Dentro de este paraje se formó la Cueva de Don Justo, un tubo volcánico compuesto por un intrincando conjunto de galerías que alcanza más de seis mil metros de longitud.

### Artesanía

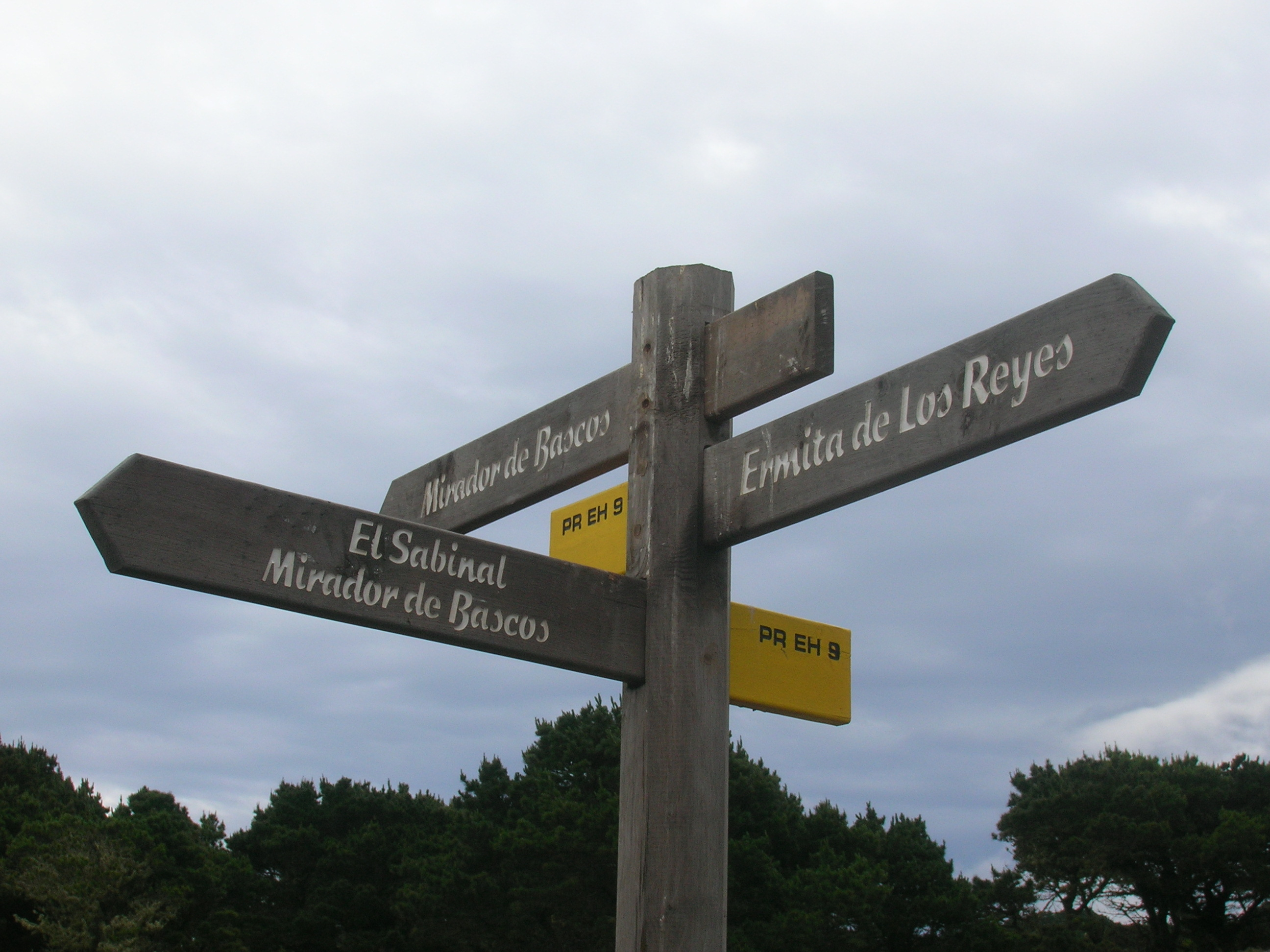
Señalización de senderos

El Pinar cuenta con artesanos ceramistas que dan rienda suelta a su creatividad que combinan el barro de la isla con arcilla de importación, para producir ollas y loza para cocinar, objetos tradicionales, reproducciones de cerámica aborigen y otros trabajos artesanos. 
Otras manifestaciones artesanales que siguen vivas en El Pinar son las de los maestros hojalateros, quienes crean diferentes utensilios reutizando latas de conserva y hojalata, y las de las tejedoras, mujeres que siguen hilando a mano y tejen con primitivos telares de madera, empleando lana o tiras de tela para realizar las tradicionales talegas, multicolores cubrecamas, mantas y tapices.
La talla de la madera, principalmente de moral, pino, haya o castaño, es otra especialidad en la que destacan los artesanos piñeros. De sus manos salen cuencos, cucharones, barricas, pinzas para recolectar higos chumbos (tunos), chácaras y otros utensilios.

### Tradiciones y fiestas populares
- San Antonio Abad, 17 de enero (fiestas patronales)
- Fiesta de la Cruz, 3 de mayo (El Pinar, Las Casas y Taibique)
- Festividad de San Juan, 24 de junio (La Restinga)
- Fiesta del Carmen, 16 de julio (La Restinga)
- Fiesta de la Paz, 12 de septiembre (El Pinar)
- Fiesta de Los Reyes, 24 de septiembre